# 中華民國男子籃球代表隊參賽名單與比賽結果 (1950年代至1970年代)

## 1950年代
1954年亞洲運動會（馬尼拉）第2名
- 教練團：何聖格（名譽教練）、詹廷瑞（教練）
- 選手：蔡文華、霍劍平、凌鏡寰、唐雪舫、王毅軍、吳乙安、潘克廉、楊比福、李世僑、姚華瑾、葉克強、林應年、林珠德、賴連光

| 1954年5月2日 預賽 | 中華民國        | 73–46           | 泰國            |  |
| :（GMT）          | 半場分數： –、– | 半場分數： –、– | 半場分數： –、– |  |
|                   |                 | Todor66         |                 |  |

| 1954年5月3日 預賽 | 中華民國        | 96–54           | 印度尼西亞      |  |
| :（GMT）          | 半場分數： –、– | 半場分數： –、– | 半場分數： –、– |  |
|                   |                 | Todor66         |                 |  |

| 1954年5月4日 預賽 | 中華民國        | 62–45           | 日本            |  |
| :（GMT）          | 半場分數： –、– | 半場分數： –、– | 半場分數： –、– |  |
|                   |                 | Todor66         |                 |  |

| 1954年5月6日 複賽 | 中華民國        | 56–53           |                 |  |
| :（GMT）          | 半場分數： –、– | 半場分數： –、– | 半場分數： –、– |  |
|                   |                 | Todor66         |                 |  |

| 1954年5月7日 複賽 | 中華民國        | 57–53（OT）     | 日本            |  |
| :（GMT）          | 半場分數： –、– | 半場分數： –、– | 半場分數： –、– |  |
|                   |                 | Todor66         |                 |  |

| 1954年5月8日 複賽 | 中華民國        | 27–34           | 菲律賓          |  |
| :（GMT）          | 半場分數： –、– | 半場分數： –、– | 半場分數： –、– |  |
|                   |                 | Todor66         |                 |  |

1954年世界錦標賽（里約熱內盧）第5名
- 教練團：牛炳鎰
- 選手：霍劍平、凌鏡寰、唐雪舫、王毅軍、吳乙安、潘克廉、李世僑、姚華瑾、葉克強、賴連光

| 1954年10月24日 預賽 | 中華民國        | 49–45             | 以色列          |  |
| :（GMT）            | 半場分數： –、– | 半場分數： –、–   | 半場分數： –、– |  |
|                     |                 | 賽後數據 （存檔） |                 |  |

| 1954年10月25日 預賽 | 中華民國        | 66–68             | 智利            |  |
| :（GMT）            | 半場分數： –、– | 半場分數： –、–   | 半場分數： –、– |  |
|                     |                 | 賽後數據 （存檔） |                 |  |

| 1954年10月27日 複賽 | 中華民國        | 44–61             | 巴西            |  |
| :（GMT）            | 半場分數： –、– | 半場分數： –、–   | 半場分數： –、– |  |
|                     |                 | 賽後數據 （存檔） |                 |  |

| 1954年10月29日 複賽 | 中華民國        | 38–48             | 菲律賓          |  |
| :（GMT）            | 半場分數： –、– | 半場分數： –、–   | 半場分數： –、– |  |
|                     |                 | 賽後數據 （存檔） |                 |  |

| 1954年10月30日 複賽 | 中華民國        | 48–58             | 法國            |  |
| :（GMT）            | 半場分數： –、– | 半場分數： –、–   | 半場分數： –、– |  |
|                     |                 | 賽後數據 （存檔） |                 |  |

| 1954年10月31日 複賽 | 中華民國        | 62–67             | 乌拉圭          |  |
| :（GMT）            | 半場分數： –、– | 半場分數： –、–   | 半場分數： –、– |  |
|                     |                 | 賽後數據 （存檔） |                 |  |

| 1954年11月1日 複賽 | 中華民國        | 28–72             | 美国            |  |
| :（GMT）           | 半場分數： –、– | 半場分數： –、–   | 半場分數： –、– |  |
|                    |                 | 賽後數據 （存檔） |                 |  |

| 1954年11月3日 複賽 | 中華民國        | 74–61             | 加拿大          |  |
| :（GMT）           | 半場分數： –、– | 半場分數： –、–   | 半場分數： –、– |  |
|                    |                 | 賽後數據 （存檔） |                 |  |

| 1954年11月5日 複賽 | 中華民國        | 51–38             | 以色列          |  |
| :（GMT）           | 半場分數： –、– | 半場分數： –、–   | 半場分數： –、– |  |
|                    |                 | 賽後數據 （存檔） |                 |  |

1956年奧林匹克運動會（墨爾本）第11名
- 教練團：許彼德
- 選手：凌鏡寰、霍劍平、錢國楨、唐雪舫、王毅軍、朱聲漪、吳乙安、楊比福、賴連光、陳祖烈、葉克強、盧荷渠

| 1956年11月22日 預賽 | 中華民國        | 83–76                 |                 |  |
| :（GMT）            | 半場分數： –、– | 半場分數： –、–       | 半場分數： –、– |  |
|                     |                 | 賽後數據 （存檔、SR） |                 |  |

| 1956年11月24日 預賽 | 中華民國        | 62–85                 | 乌拉圭          |  |
| :（GMT）            | 半場分數： –、– | 半場分數： –、–       | 半場分數： –、– |  |
|                     |                 | 賽後數據 （存檔、SR） |                 |  |

| 1956年11月26日 預賽 | 中華民國        | 71–88                 | 保加利亚        |  |
| :（GMT）            | 半場分數： –、– | 半場分數： –、–       | 半場分數： –、– |  |
|                     |                 | 賽後數據 （存檔、SR） |                 |  |

| 1956年11月27日 複賽 | 中華民國        | 67–64                 | 新加坡          |  |
| :（GMT）            | 半場分數： –、– | 半場分數： –、–       | 半場分數： –、– |  |
|                     |                 | 賽後數據 （存檔、SR） |                 |  |

| 1956年11月28日 複賽 | 中華民國        | 86–73                 |                 |  |
| :（GMT）            | 半場分數： –、– | 半場分數： –、–       | 半場分數： –、– |  |
|                     |                 | 賽後數據 （存檔、SR） |                 |  |

| 1956年11月29日 複賽 | 中華民國        | 65–52                 | 泰國            |  |
| :（GMT）            | 半場分數： –、– | 半場分數： –、–       | 半場分數： –、– |  |
|                     |                 | 賽後數據 （存檔、SR） |                 |  |

| 1956年11月30日 第九至十二名排名賽 | 中華民國        | 61–82                 | 日本            |  |
| :（GMT）                          | 半場分數： –、– | 半場分數： –、–       | 半場分數： –、– |  |
|                                   |                 | 賽後數據 （存檔、SR） |                 |  |

| 1956年12月1日 第十一名爭奪戰 | 中華民國        | 87–70                 |                 |  |
| :（GMT）                     | 半場分數： –、– | 半場分數： –、–       | 半場分數： –、– |  |
|                              |                 | 賽後數據 （存檔、SR） |                 |  |

1958年亞洲運動會（東京）第2名
- 教練團：蔡文華
- 選手：王毅軍、羅繼然、唐雪舫、鄭德源、黃國揚、施偉念、霍劍平、陳祖烈、舒耀煌、傅達仁、李國泰、凌鏡寰、賴連光、盧義信

| 1958年5月25日 預賽 | 中華民國        | 102–64          | 印度尼西亞      |  |
| :（GMT）           | 半場分數： –、– | 半場分數： –、– | 半場分數： –、– |  |
|                    |                 | Todor66         |                 |  |

| 1958年5月26日 預賽 | 中華民國        | 95–75           | 柬埔寨          |  |
| :（GMT）           | 半場分數： –、– | 半場分數： –、– | 半場分數： –、– |  |
|                    |                 | Todor66         |                 |  |

| 1958年5月27日 預賽 | 中華民國        | 73–69           |                 |  |
| :（GMT）           | 半場分數： –、– | 半場分數： –、– | 半場分數： –、– |  |
|                    |                 | Todor66         |                 |  |

| 1958年5月28日 複賽 | 中華民國        | 92–81           | 新加坡          |  |
| :（GMT）           | 半場分數： –、– | 半場分數： –、– | 半場分數： –、– |  |
|                    |                 | Todor66         |                 |  |

| 1958年5月29日 複賽 | 中華民國        | 76–67           | 泰國            |  |
| :（GMT）           | 半場分數： –、– | 半場分數： –、– | 半場分數： –、– |  |
|                    |                 | Todor66         |                 |  |

| 1958年5月30日 複賽 | 中華民國        | 93–88           | 菲律賓          |  |
| :（GMT）           | 半場分數： –、– | 半場分數： –、– | 半場分數： –、– |  |
|                    |                 | Todor66         |                 |  |

| 1958年5月31日 複賽 | 中華民國        | 85–87           | 日本            |  |
| :（GMT）           | 半場分數： –、– | 半場分數： –、– | 半場分數： –、– |  |
|                    |                 | Todor66         |                 |  |

| 1958年6月1日 複賽 | 中華民國        | 97–71           |                 |  |
| :（GMT）          | 半場分數： –、– | 半場分數： –、– | 半場分數： –、– |  |
|                   |                 | Todor66         |                 |  |

1959年世界錦標賽（聖地牙哥）第4名
- 教練團：蔡文華
- 選手：羅繼然、李南輝、盧義信、唐雪舫、丘俊賢、霍劍平、黃國揚、李國泰、賴連光、陳祖烈

| 1959年1月16日 預賽 | 中華民國        | 71–69             | 阿拉伯聯合共和國 | 康塞普西翁 |
| :（GMT）           | 半場分數： –、– | 半場分數： –、–   | 半場分數： –、–  |            |
|                    |                 | 賽後數據 （存檔） |                  |            |

| 1959年1月17日 預賽 | 中華民國        | 73–81             | 美国            | 康塞普西翁 |
| :（GMT）           | 半場分數： –、– | 半場分數： –、–   | 半場分數： –、– |            |
|                    |                 | 賽後數據 （存檔） |                 |            |

| 1959年1月18日 預賽 | 中華民國        | 63–59             | 阿根廷          | 康塞普西翁 |
| :（GMT）           | 半場分數： –、– | 半場分數： –、–   | 半場分數： –、– |            |
|                    |                 | 賽後數據 （存檔） |                 |            |

| 1959年1月20日 複賽 | 中華民國        | 85–86             | 智利            | 聖地牙哥 |
| :（GMT）           | 半場分數： –、– | 半場分數： –、–   | 半場分數： –、– |          |
|                    |                 | 賽後數據 （存檔） |                 |          |

| 1959年1月22日 複賽 | 中華民國        | 76–94             | 巴西            | 聖地牙哥 |
| :（GMT）           | 半場分數： –、– | 半場分數： –、–   | 半場分數： –、– |          |
|                    |                 | 賽後數據 （存檔） |                 |          |

| 1959年1月26日 複賽 | 中華民國        | 69–82             | 美国            | 聖地牙哥 |
| :（GMT）           | 半場分數： –、– | 半場分數： –、–   | 半場分數： –、– |          |
|                    |                 | 賽後數據 （存檔） |                 |          |

| 1959年1月27日 複賽 | 中華民國        | 81–85             | 波多黎各        | 聖地牙哥 |
| :（GMT）           | 半場分數： –、– | 半場分數： –、–   | 半場分數： –、– |          |
|                    |                 | 賽後數據 （存檔） |                 |          |

| 1959年1月30日 複賽 | 中華民國        | 2–0               | 苏联            | 聖地牙哥 |
| :（GMT）           | 半場分數： –、– | 半場分數： –、–   | 半場分數： –、– |          |
|                    |                 | 賽後數據 （存檔） |                 |          |

| 1959年1月31日 複賽 | 中華民國        | 2–0               | 保加利亚        | 聖地牙哥 |
| :（GMT）           | 半場分數： –、– | 半場分數： –、–   | 半場分數： –、– |          |
|                    |                 | 賽後數據 （存檔） |                 |          |

## 1960年代
1960年亞洲錦標賽（馬尼拉）第2名
- 教練團：史賓塞（Donald E. Spencer，顧問）、牛炳鎰（教練）
- 選手：唐雪舫、黃國揚、賴連光、羅繼然、陳祖烈、謝恆夫、謝天性、劉金龍、盧義信、邵世玉、李伯廷、馬雲飛、蕭辰雄、楊鵬

| 1960年1月17日 | 中華民國        | 78–71           |                 |  |
| :（GMT）      | 半場分數： –、– | 半場分數： –、– | 半場分數： –、– |  |
|               |                 | 賽後數據        |                 |  |

| 1960年1月18日 | 中華民國        | 71–59           | 日本            |  |
| :（GMT）      | 半場分數： –、– | 半場分數： –、– | 半場分數： –、– |  |
|               |                 | 賽後數據        |                 |  |

| 1960年1月19日 | 中華民國        | 110–74          | 马来西亚        |  |
| :（GMT）      | 半場分數： –、– | 半場分數： –、– | 半場分數： –、– |  |
|               |                 | 賽後數據        |                 |  |

| 1960年1月20日 | 中華民國        | 87–81           | 香港            |  |
| :（GMT）      | 半場分數： –、– | 半場分數： –、– | 半場分數： –、– |  |
|               |                 | 賽後數據        |                 |  |

| 1960年1月21日 | 中華民國        | 88–51           | 印度尼西亞      |  |
| :（GMT）      | 半場分數： –、– | 半場分數： –、– | 半場分數： –、– |  |
|               |                 | 賽後數據        |                 |  |

| 1960年1月22日 | 中華民國        | 83–96           | 菲律賓          |  |
| :（GMT）      | 半場分數： –、– | 半場分數： –、– | 半場分數： –、– |  |
|               |                 | 賽後數據        |                 |  |

| 1960年1月24日 | 中華民國        | 84–69           | 日本            |  |
| :（GMT）      | 半場分數： –、– | 半場分數： –、– | 半場分數： –、– |  |
|               |                 | 賽後數據        |                 |  |

| 1960年1月26日 | 中華民國        | 95–85           |                 |  |
| :（GMT）      | 半場分數： –、– | 半場分數： –、– | 半場分數： –、– |  |
|               |                 | 賽後數據        |                 |  |

| 1960年1月28日 | 中華民國        | 78–99           | 菲律賓          |  |
| :（GMT）      | 半場分數： –、– | 半場分數： –、– | 半場分數： –、– |  |
|               |                 | 賽後數據        |                 |  |

1960年奧林匹克運動會資格賽（波隆那）第11名
- 教練團：歐德里
- 選手：陳祖烈、邵世玉、羅繼然、鄭錦和、李國泰、葉克強、唐雪舫、黃國揚、賴連光、謝天性、李南輝、盧義信

| 1960年8月13日 | 中華民國        | 55–83             | 西班牙          |  |
| :（GMT）      | 半場分數： –、– | 半場分數： –、–   | 半場分數： –、– |  |
|               |                 | 賽後數據 （存檔） |                 |  |

| 1960年8月15日 | 中華民國        | 84–67             | 苏丹            |  |
| :（GMT）      | 半場分數： –、– | 半場分數： –、–   | 半場分數： –、– |  |
|               |                 | 賽後數據 （存檔） |                 |  |

| 1960年8月16日 | 中華民國        | 67–86             | 捷克            |  |
| :（GMT）      | 半場分數： –、– | 半場分數： –、–   | 半場分數： –、– |  |
|               |                 | 賽後數據 （存檔） |                 |  |

| 1960年8月17日 | 中華民國        | 95–82             | 苏里南          |  |
| :（GMT）      | 半場分數： –、– | 半場分數： –、–   | 半場分數： –、– |  |
|               |                 | 賽後數據 （存檔） |                 |  |

| 1960年8月18日 | 中華民國        | 65–77             | 德国            |  |
| :（GMT）      | 半場分數： –、– | 半場分數： –、–   | 半場分數： –、– |  |
|               |                 | 賽後數據 （存檔） |                 |  |

| 1960年8月19日 | 中華民國        | 107–78            | 奥地利          |  |
| :（GMT）      | 半場分數： –、– | 半場分數： –、–   | 半場分數： –、– |  |
|               |                 | 賽後數據 （存檔） |                 |  |

1963年亞洲錦標賽（臺北）第2名
- 教練團：王士選（總教練）、賈志軍（教練）、朱聲漪（副教練）
- 選手：張鈞、盧義信、曾德城、陳金郎、邵世玉、陳金湖、王永信、謝恆夫、蔡伯圳、劉金龍、孫孝增、黃國揚

| 1963年11月22日 | 中華民國        | 100–76            | 马来西亚        |  |
| :（GMT）       | 半場分數： –、– | 半場分數： –、–   | 半場分數： –、– |  |
|                |                 | 賽後數據 （存檔） |                 |  |

| 1963年11月23日 | 中華民國        | 96–87             | 泰國            |  |
| :（GMT）       | 半場分數： –、– | 半場分數： –、–   | 半場分數： –、– |  |
|                |                 | 賽後數據 （存檔） |                 |  |

| 1963年11月24日 | 中華民國        | 102–46            | 香港            |  |
| :（GMT）       | 半場分數： –、– | 半場分數： –、–   | 半場分數： –、– |  |
|                |                 | 賽後數據 （存檔） |                 |  |

| 1963年11月25日 | 中華民國        | 145–91            | 南越            |  |
| :（GMT）       | 半場分數： –、– | 半場分數： –、–   | 半場分數： –、– |  |
|                |                 | 賽後數據 （存檔） |                 |  |

| 1963年11月26日 | 中華民國        | 96–83             |                 |  |
| :（GMT）       | 半場分數： –、– | 半場分數： –、–   | 半場分數： –、– |  |
|                |                 | 賽後數據 （存檔） |                 |  |

| 1963年11月27日 | 中華民國        | 91–82             | 新加坡          |  |
| :（GMT）       | 半場分數： –、– | 半場分數： –、–   | 半場分數： –、– |  |
|                |                 | 賽後數據 （存檔） |                 |  |

| 1963年11月28日 | 中華民國        | 65–70             | 菲律賓          |  |
| :（GMT）       | 半場分數： –、– | 半場分數： –、–   | 半場分數： –、– |  |
|                |                 | 賽後數據 （存檔） |                 |  |

| 1963年11月30日 | 中華民國        | 74–78             |                 |  |
| :（GMT）       | 半場分數： –、– | 半場分數： –、–   | 半場分數： –、– |  |
|                |                 | 賽後數據 （存檔） |                 |  |

| 1963年12月1日 | 中華民國        | 90–86             | 泰國            |  |
| :（GMT）      | 半場分數： –、– | 半場分數： –、–   | 半場分數： –、– |  |
|               |                 | 賽後數據 （存檔） |                 |  |

| 1963年12月2日 | 中華民國        | 96–81             | 菲律賓          |  |
| :（GMT）      | 半場分數： –、– | 半場分數： –、–   | 半場分數： –、– |  |
|               |                 | 賽後數據 （存檔） |                 |  |

| 1963年12月3日 | 中華民國        | 77–91             | 菲律賓          |  |
| :（GMT）      | 半場分數： –、– | 半場分數： –、–   | 半場分數： –、– |  |
|               |                 | 賽後數據 （存檔） |                 |  |

1964年奧林匹克運動會資格賽（橫濱）第8名
- 教練團：朱裕厚
- 選手：張鈞、彭漢雲、曾德城、陳金郎、劉忠宏、楊迪生、王永信、謝恆夫、蔡伯圳、劉金龍、呂廷光、李伯廷

| 1964年9月25日 | 中華民國        | 98–81             | 马来西亚        |  |
| :（GMT）      | 半場分數： –、– | 半場分數： –、–   | 半場分數： –、– |  |
|               |                 | 賽後數據 （存檔） |                 |  |

| 1964年9月26日 | 中華民國        | 2–0               | 印度尼西亞      |  |
| :（GMT）      | 半場分數： –、– | 半場分數： –、–   | 半場分數： –、– |  |
|               |                 | 賽後數據 （存檔） |                 |  |

| 1964年9月27日 | 中華民國        | 71–95             | 菲律賓          |  |
| :（GMT）      | 半場分數： –、– | 半場分數： –、–   | 半場分數： –、– |  |
|               |                 | 賽後數據 （存檔） |                 |  |

| 1964年9月28日 | 中華民國        | 74–87             | 古巴            |  |
| :（GMT）      | 半場分數： –、– | 半場分數： –、–   | 半場分數： –、– |  |
|               |                 | 賽後數據 （存檔） |                 |  |

| 1964年9月30日 | 中華民國        | 62–64             |                 |  |
| :（GMT）      | 半場分數： –、– | 半場分數： –、–   | 半場分數： –、– |  |
|               |                 | 賽後數據 （存檔） |                 |  |

| 1964年10月1日 | 中華民國        | 70–71             | 泰國            |  |
| :（GMT）      | 半場分數： –、– | 半場分數： –、–   | 半場分數： –、– |  |
|               |                 | 賽後數據 （存檔） |                 |  |

| 1964年10月2日 | 中華民國        | 79–86             | 加拿大          |  |
| :（GMT）      | 半場分數： –、– | 半場分數： –、–   | 半場分數： –、– |  |
|               |                 | 賽後數據 （存檔） |                 |  |

| 1964年10月3日 | 中華民國        | 71–93             |                 |  |
| :（GMT）      | 半場分數： –、– | 半場分數： –、–   | 半場分數： –、– |  |
|               |                 | 賽後數據 （存檔） |                 |  |

| 1964年10月4日 | 中華民國        | 93–76             | 墨西哥          |  |
| :（GMT）      | 半場分數： –、– | 半場分數： –、–   | 半場分數： –、– |  |
|               |                 | 賽後數據 （存檔） |                 |  |

1965年亞洲錦標賽（吉隆坡）第5名
- 教練團：贾志军
- 選手：張鈞、畢君清、曾德城、陳金郎、張星嶽、黃國揚、李伯廷、謝恆夫、蔡伯圳、劉金龍、劉俊卿、馬玉文

| 1965年11月30日 | 中華民國        | 98–58           | 印度            |  |
| :（GMT）       | 半場分數： –、– | 半場分數： –、– | 半場分數： –、– |  |
|                |                 | 賽後數據        |                 |  |

| 1965年12月2日 | 中華民國        | 77–62           | 香港            |  |
| :（GMT）      | 半場分數： –、– | 半場分數： –、– | 半場分數： –、– |  |
|               |                 | 賽後數據        |                 |  |

| 1965年12月3日 | 中華民國        | 76–50           | 泰國            |  |
| :（GMT）      | 半場分數： –、– | 半場分數： –、– | 半場分數： –、– |  |
|               |                 | 賽後數據        |                 |  |

| 1965年12月4日 | 中華民國        | 85–62           |                 |  |
| :（GMT）      | 半場分數： –、– | 半場分數： –、– | 半場分數： –、– |  |
|               |                 | 賽後數據        |                 |  |

| 1965年12月6日 | 中華民國        | 58–73           | 日本            |  |
| :（GMT）      | 半場分數： –、– | 半場分數： –、– | 半場分數： –、– |  |
|               |                 | 賽後數據        |                 |  |

| 1965年12月7日 | 中華民國        | 65–67           |                 |  |
| :（GMT）      | 半場分數： –、– | 半場分數： –、– | 半場分數： –、– |  |
|               |                 | 賽後數據        |                 |  |

| 1965年12月8日 | 中華民國        | 71–74           | 泰國            |  |
| :（GMT）      | 半場分數： –、– | 半場分數： –、– | 半場分數： –、– |  |
|               |                 | 賽後數據        |                 |  |

| 1965年12月10日 | 中華民國        | 79–66           | 马来西亚        |  |
| :（GMT）       | 半場分數： –、– | 半場分數： –、– | 半場分數： –、– |  |
|                |                 | 賽後數據        |                 |  |

| 1965年12月11日 | 中華民國        | 80–92           | 菲律賓          |  |
| :（GMT）       | 半場分數： –、– | 半場分數： –、– | 半場分數： –、– |  |
|                |                 | 賽後數據        |                 |  |

1966年亞洲運動會（曼谷）第5名
- 教練團：朱聲漪
- 選手：陳金郎、張鈞之、江丕富、梁正有、張星嶽、林豐男、李伯廷、謝恆夫、王承先、劉金龍、劉俊卿、馬玉文[36]

| 1966年12月11日 | 中華民國        | 129–75          | 錫蘭            |  |
| :（GMT）       | 半場分數： –、– | 半場分數： –、– | 半場分數： –、– |  |
|                |                 | Todor66         |                 |  |

| 1966年12月12日 | 中華民國        | 53–68           | 日本            |  |
| :（GMT）       | 半場分數： –、– | 半場分數： –、– | 半場分數： –、– |  |
|                |                 | Todor66         |                 |  |

| 1966年12月14日 | 中華民國        | 72–78           | 泰國            |  |
| :（GMT）       | 半場分數： –、– | 半場分數： –、– | 半場分數： –、– |  |
|                |                 | Todor66         |                 |  |

| 1966年12月15日 | 中華民國        | 101–80          | 马来西亚        |  |
| :（GMT）       | 半場分數： –、– | 半場分數： –、– | 半場分數： –、– |  |
|                |                 | Todor66         |                 |  |

| 1966年12月17日 | 中華民國        | 89–78           | 伊朗            |  |
| :（GMT）       | 半場分數： –、– | 半場分數： –、– | 半場分數： –、– |  |
|                |                 | Todor66         |                 |  |

| 1966年12月19日 | 中華民國        | 75–72           | 菲律賓          |  |
| :（GMT）       | 半場分數： –、– | 半場分數： –、– | 半場分數： –、– |  |
|                |                 | Todor66         |                 |  |

1967年亞洲錦標賽（漢城）第5名
- 教練團：霍劍平
- 選手：吳建國、畢君清、林輝雄、陳金郎、陳恩鐘、王承先、王永信、江丕富、蔡伯圳、劉金龍、劉俊卿、馬玉文

| 1967年9月21日 | 中華民國        | 83–68           | 马来西亚        |  |
| :（GMT）      | 半場分數： –、– | 半場分數： –、– | 半場分數： –、– |  |
|               |                 | 賽後數據        |                 |  |

| 1967年9月22日 | 中華民國        | 117–72          | 新加坡          |  |
| :（GMT）      | 半場分數： –、– | 半場分數： –、– | 半場分數： –、– |  |
|               |                 | 賽後數據        |                 |  |

| 1967年9月23日 | 中華民國        | 103–62          | 香港            |  |
| :（GMT）      | 半場分數： –、– | 半場分數： –、– | 半場分數： –、– |  |
|               |                 | 賽後數據        |                 |  |

| 1967年9月24日 | 中華民國        | 71–63           | 泰國            |  |
| :（GMT）      | 半場分數： –、– | 半場分數： –、– | 半場分數： –、– |  |
|               |                 | 賽後數據        |                 |  |

| 1967年9月26日 | 中華民國        | 78–89           |                 |  |
| :（GMT）      | 半場分數： –、– | 半場分數： –、– | 半場分數： –、– |  |
|               |                 | 賽後數據        |                 |  |

| 1967年9月27日 | 中華民國        | 79–83           | 菲律賓          |  |
| :（GMT）      | 半場分數： –、– | 半場分數： –、– | 半場分數： –、– |  |
|               |                 | 賽後數據        |                 |  |

| 1967年9月28日 | 中華民國        | 90–87           | 印度尼西亞      |  |
| :（GMT）      | 半場分數： –、– | 半場分數： –、– | 半場分數： –、– |  |
|               |                 | 賽後數據        |                 |  |

| 1967年9月30日 | 中華民國        | 56–81           | 日本            |  |
| :（GMT）      | 半場分數： –、– | 半場分數： –、– | 半場分數： –、– |  |
|               |                 | 賽後數據        |                 |  |

| 1967年10月1日 | 中華民國        | 73–84           | 印度            |  |
| :（GMT）      | 半場分數： –、– | 半場分數： –、– | 半場分數： –、– |  |
|               |                 | 賽後數據        |                 |  |

1969年亞洲錦標賽（曼谷）第4名
- 教練團：王毅軍
- 選手：康弘明、錢一飛、邢無至、陳金郎、林俊雄、王承先、湯武政、江丕富、蔡伯圳、唐致強、蔡守禮、程偉

| 1969年11月20日 | 中華民國        | 84–83           | 印度            |  |
| :（GMT）       | 半場分數： –、– | 半場分數： –、– | 半場分數： –、– |  |
|                |                 | 賽後數據        |                 |  |

| 1969年11月21日 | 中華民國        | 78–97           | 菲律賓          |  |
| :（GMT）       | 半場分數： –、– | 半場分數： –、– | 半場分數： –、– |  |
|                |                 | 賽後數據        |                 |  |

| 1969年11月23日 | 中華民國        | 69–94           |                 |  |
| :（GMT）       | 半場分數： –、– | 半場分數： –、– | 半場分數： –、– |  |
|                |                 | 賽後數據        |                 |  |

| 1969年11月24日 | 中華民國        | 105–72          | 巴基斯坦        |  |
| :（GMT）       | 半場分數： –、– | 半場分數： –、– | 半場分數： –、– |  |
|                |                 | 賽後數據        |                 |  |

| 1969年11月25日 | 中華民國        | 88–57           | 香港            |  |
| :（GMT）       | 半場分數： –、– | 半場分數： –、– | 半場分數： –、– |  |
|                |                 | 賽後數據        |                 |  |

| 1969年11月26日 | 中華民國        | 67–65           | 泰國            |  |
| :（GMT）       | 半場分數： –、– | 半場分數： –、– | 半場分數： –、– |  |
|                |                 | 賽後數據        |                 |  |

| 1969年11月28日 | 中華民國        | 61–69           | 日本            |  |
| :（GMT）       | 半場分數： –、– | 半場分數： –、– | 半場分數： –、– |  |
|                |                 | 賽後數據        |                 |  |

| 1969年11月29日 | 中華民國        | 76–84           | 马来西亚        |  |
| :（GMT）       | 半場分數： –、– | 半場分數： –、– | 半場分數： –、– |  |
|                |                 | 賽後數據        |                 |  |

## 1970年代
1970年亞洲運動會（曼谷）第4名
- 教練團：朱聲漪
- 選手：王承先、陳恩鐘、蔡守禮、洪濬哲、梁正有、夏富發、邢無至、唐致強、吳建國、錢一飛、潘家拳、程偉

| 1970年12月10日 | 中華民國        | 74–71           | 印度            |  |
| :（GMT）       | 半場分數： –、– | 半場分數： –、– | 半場分數： –、– |  |
|                |                 | Todor66         |                 |  |

| 1970年12月11日 | 中華民國        | 82–62           | 马来西亚        |  |
| :（GMT）       | 半場分數： –、– | 半場分數： –、– | 半場分數： –、– |  |
|                |                 | Todor66         |                 |  |

| 1970年12月12日 | 中華民國        | 54–57           | 泰國            |  |
| :（GMT）       | 半場分數： –、– | 半場分數： –、– | 半場分數： –、– |  |
|                |                 | Todor66         |                 |  |

| 1970年12月14日 | 中華民國        | 72–74           |                 |  |
| :（GMT）       | 半場分數： –、– | 半場分數： –、– | 半場分數： –、– |  |
|                |                 | Todor66         |                 |  |

| 1970年12月15日 | 中華民國        | 73–114          | 以色列          |  |
| :（GMT）       | 半場分數： –、– | 半場分數： –、– | 半場分數： –、– |  |
|                |                 | Todor66         |                 |  |

| 1970年12月16日 | 中華民國        | 75–64           | 菲律賓          |  |
| :（GMT）       | 半場分數： –、– | 半場分數： –、– | 半場分數： –、– |  |
|                |                 | Todor66         |                 |  |

| 1970年12月18日 | 中華民國        | 66–81           | 日本            |  |
| :（GMT）       | 半場分數： –、– | 半場分數： –、– | 半場分數： –、– |  |
|                |                 | Todor66         |                 |  |

| 1970年12月19日 | 中華民國        | 78–53           | 印度            |  |
| :（GMT）       | 半場分數： –、– | 半場分數： –、– | 半場分數： –、– |  |
|                |                 | Todor66         |                 |  |

1971年亞洲錦標賽（東京）第4名
- 教練團：霍劍平
- 選手：林俊雄、洪濬哲、陳再田、陳恩鐘、潘家拳、唐致強、吳建國、錢一飛、王承先、馬玉文、鮑泗龍、程偉

| 1971年10月31日 | 中華民國        | 92–69           | 马来西亚        |  |
| :（GMT）       | 半場分數： –、– | 半場分數： –、– | 半場分數： –、– |  |
|                |                 | 賽後數據        |                 |  |

| 1971年11月1日 | 中華民國        | 98–62           | 新加坡          |  |
| :（GMT）      | 半場分數： –、– | 半場分數： –、– | 半場分數： –、– |  |
|               |                 | 賽後數據        |                 |  |

| 1971年11月3日 | 中華民國        | 57–86           | 日本            |  |
| :（GMT）      | 半場分數： –、– | 半場分數： –、– | 半場分數： –、– |  |
|               |                 | 賽後數據        |                 |  |

| 1971年11月4日 | 中華民國        | 96–59           | 香港            |  |
| :（GMT）      | 半場分數： –、– | 半場分數： –、– | 半場分數： –、– |  |
|               |                 | 賽後數據        |                 |  |

| 1971年11月6日 | 中華民國        | 71–64           | 印度            |  |
| :（GMT）      | 半場分數： –、– | 半場分數： –、– | 半場分數： –、– |  |
|               |                 | 賽後數據        |                 |  |

| 1971年11月8日 | 中華民國        | 84–93（2OT）    |                 |  |
| :（GMT）      | 半場分數： –、– | 半場分數： –、– | 半場分數： –、– |  |
|               |                 | 賽後數據        |                 |  |

| 1971年11月9日 | 中華民國        | 81–67           | 泰國            |  |
| :（GMT）      | 半場分數： –、– | 半場分數： –、– | 半場分數： –、– |  |
|               |                 | 賽後數據        |                 |  |

| 1971年11月10日 | 中華民國        | 75–77           | 菲律賓          |  |
| :（GMT）       | 半場分數： –、– | 半場分數： –、– | 半場分數： –、– |  |
|                |                 | 賽後數據        |                 |  |

1973年亞洲錦標賽（馬尼拉）第3名
- 教練團：霍劍平
- 選手：華少坤、洪濬哲、駱大衛、陳恩鐘、潘家拳、黃友義、吳建國、錢一飛、王承先、田希和、鮑泗龍、程偉

| 1973年12月2日 | 中華民國        | 99–63           | 印度            |  |
| :（GMT）      | 半場分數： –、– | 半場分數： –、– | 半場分數： –、– |  |
|               |                 | 賽後數據        |                 |  |

| 1973年12月4日 | 中華民國        | 97–70           | 新加坡          |  |
| :（GMT）      | 半場分數： –、– | 半場分數： –、– | 半場分數： –、– |  |
|               |                 | 賽後數據        |                 |  |

| 1973年12月5日 | 中華民國        | 92–74           | 巴基斯坦        |  |
| :（GMT）      | 半場分數： –、– | 半場分數： –、– | 半場分數： –、– |  |
|               |                 | 賽後數據        |                 |  |

| 1973年12月6日 | 中華民國        | 86–69           | 印度尼西亞      |  |
| :（GMT）      | 半場分數： –、– | 半場分數： –、– | 半場分數： –、– |  |
|               |                 | 賽後數據        |                 |  |

| 1973年12月7日 | 中華民國        | 81–88           | 菲律賓          |  |
| :（GMT）      | 半場分數： –、– | 半場分數： –、– | 半場分數： –、– |  |
|               |                 | 賽後數據        |                 |  |

| 1973年12月9日 | 中華民國        | 75–81           |                 |  |
| :（GMT）      | 半場分數： –、– | 半場分數： –、– | 半場分數： –、– |  |
|               |                 | 賽後數據        |                 |  |

| 1973年12月10日 | 中華民國        | 89–63           | 印度            |  |
| :（GMT）       | 半場分數： –、– | 半場分數： –、– | 半場分數： –、– |  |
|                |                 | 賽後數據        |                 |  |

| 1973年12月12日 | 中華民國        | 64–101          | 菲律賓          |  |
| :（GMT）       | 半場分數： –、– | 半場分數： –、– | 半場分數： –、– |  |
|                |                 | 賽後數據        |                 |  |

| 1973年12月14日 | 中華民國        | 76–69           | 日本            |  |
| :（GMT）       | 半場分數： –、– | 半場分數： –、– | 半場分數： –、– |  |
|                |                 | 賽後數據        |                 |  |

| 1973年12月15日 | 中華民國        | 90–74           | 伊朗            |  |
| :（GMT）       | 半場分數： –、– | 半場分數： –、– | 半場分數： –、– |  |
|                |                 | 賽後數據        |                 |  |